# 54-й Венецианский кинофестиваль
54-й Венецианский международный кинофестиваль проходил в Венеции, Италия с 27 августа по 6 сентября, 1997 года.
Третий год подряд никто не получает Серебряного льва за лучшую режиссёрскую работу.

## Жюри
Главное жюри:

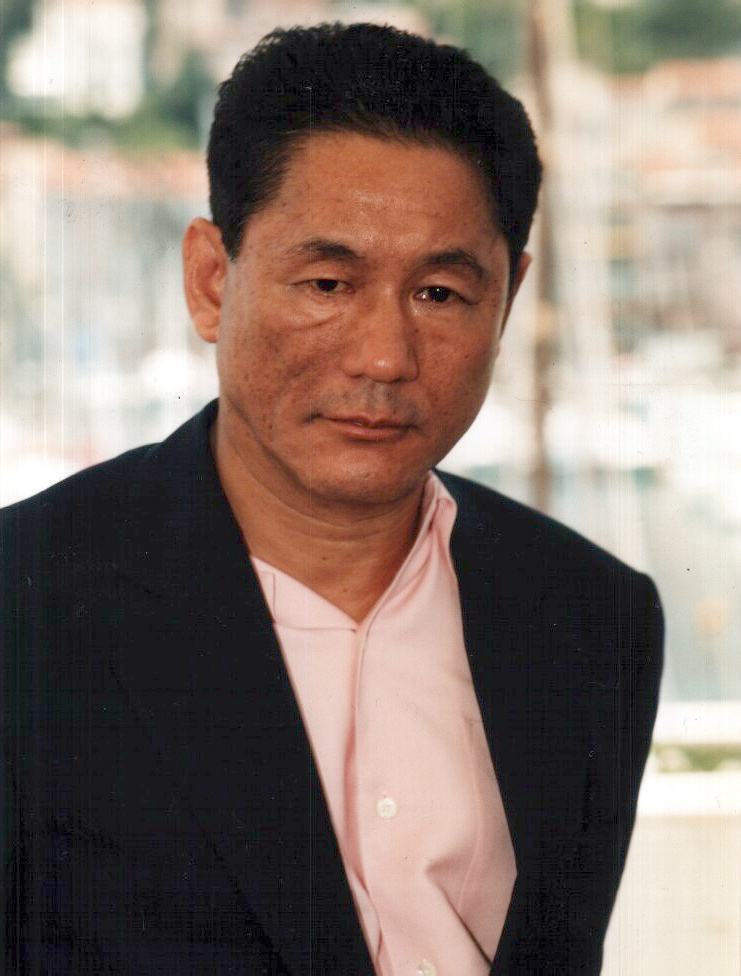
Такэси Китано, Лауреат Золотого Льва за 1997 год

- Джейн Кэмпион (президент, Новая Зеландия),
- Рон Басс (США),
- Вера Бельмон (Франция),
- Питер Бучка (Германия),
- Нана Джорджадзе (Грузия),
- Идрисса Уэдраого (Буркино Фасо),
- Шарлотта Рэмплинг (Великобритания),
- Франческо Рози (Италия),
- Синъя Цукамото (Япония).

Жюри «Короткометражных фильмов»:
- Марко Беллоккьо (президент, Италия),
- Оливье Ассайяс, (Франция)
- Клер Пиплоу (Франция).

## Фильмы в конкурсе
| Название на русском языке        | Название на языке оригинала   | Режиссёр                                                                              | Производство                 |
| Вслепую                          | A ciegas                      | Даниэль Кальпарсоро                                                                   | Испания                      |
| Китайская шкатулка               | Chinese Box                   | Уэйн Ван                                                                              | США · Франция · Япония       |
| Дикие игры                       | Combat de fauves              | Бенуа Лами                                                                            | Бельгия · Франция · Германия |
| Вокруг луны между землёй и морем | Giro di lune tra terra e mare | Джузеппе М. Гаудино                                                                   | Италия · Германия            |
| Фейерверк                        | HANA-BI                       | Такэси Китано                                                                         | Япония                       |
| Любовные истории                 | Historie miłosne              | Ежи Штур                                                                              | Польша                       |
| Информатор                       | The Informant                 | Джим Макбрайд                                                                         | США · Ирландия               |
| Сухая чистка                     | Nettoyage à sec               | Анн Фонтен                                                                            | Франция                      |
| Ниагара, Ниагара                 | Niagara, Niagara              | Боб Госс                                                                              | США · Канада                 |
| Свидание на одну ночь            | One Night Stand               | Майк Фиггис                                                                           | США                          |
| Кости                            | Ossos                         | Педру Кошта                                                                           | Португалия · Франция · Дания |
| Устрица и ветер                  | A Ostra e o Vento             | Уолтер Лима мл.                                                                       | Бразилия                     |
| Яйца вкрутую                     | Ovosodo                       | Паоло Вирзи                                                                           | Италия                       |
| Седьмое небо                     | Le Septième ciel              | Бенуа Жако                                                                            | Франция                      |
| Жители Везувия                   | I vesuviani                   | Антонио Капуано, Паппи Корсикато, Антониетта де Лилло, Стефано Инчерти, Марио Мартоне | Италия                       |
| Вор                              | Вор                           | Павел Чухрай                                                                          | Россия · Франция             |
| Зимний гость                     | The Winter Guest              | Алан Рикман                                                                           | США · Великобритания         |
| Сохраняй спокойствие             | 有話好好說                    | Чжан Имоу                                                                             | Китай · Гонконг              |

## Награды
- Золотой лев: Фейерверк режиссёр Такэси Китано
- Серебряный лев — Особый приз жюри: Яйца вкрутую режиссёр Паоло Вирци
- Кубок Вольпи за лучшую мужскую роль: Уэсли Снайпс — Свидание на одну ночь
- Кубок Вольпи за лучшую женскую роль: Робин Танни — Ниагара, Ниагара
- Золотой лев за вклад в мировой кинематограф: Жерар Депардьё, Стэнли Кубрик и Алида Валли